# Уличные гонки

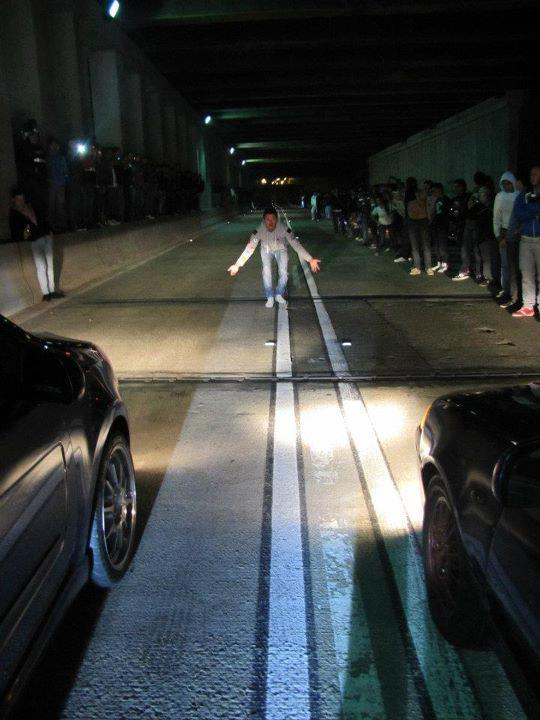
Незаконные уличные гонки в Боготе, Колумбия

Уличные гонки (стрит-рейсинг, англ. Street racing) — форма неофициальных и зачастую незаконных (автомобильных, мотоциклетных и т.д) гонок, которые проходят на общественных дорогах. Уличные гонки могут быть или самопроизвольными или хорошо запланированными и скоординированными. Правоохранительные органы борются с уличными гонками из-за потенциальной опасности ДТП и смертельных аварий для других участников дорожного движения.

## Виды уличных гонок
- «Check-point» — гонки по городу от точки до точки (обычно 5-6 километров).
- «Street-Challenge» — отличается от обычного «Check-point» наличием заданий, которые как правило имеют вид загадки или ребуса, ответом на которую будет точка километра.
- «City-Style» — ночное ориентирование по городу на автомобиле по маршруту, указанному в легенде.
- «City-Jungle» — разновидность «Street-Challenge», в котором известны заранее все километры, но неизвестен финиш, который расположен на одном из точек километров.
- «Охота на мышей» — поиск и преследование одного из участников («мыши») другими участниками («кошками»).
- «Полет пушечного ядра» — так называются незаконные гонки по общественным трассам от точки к точке, в которых участвуют несколько гонщиков. Они берут своё начало из санкционированных европейских ралли в конце XIX столетия. Соревнования были прекращены, когда гонка Париж — Мадрид в 1903 г. была отменена в Бордо из соображений безопасности после многочисленных несчастных случаев среди водителей и пешеходов. Гонки от точки к точке вновь появились в США в середине 1910-х, когда гонщик Эрвин Бейкер провел множество заездов (в то время легальных) по всей стране, побив многие рекорды тех лет. Термин «пушечное ядро» был сочинен в честь его пробегов. В настоящее время в таких гонках водители должны добраться от одной части города до другой, и победителем является тот, кто доехал до финиша за меньшее время.
- «Шашки, или светофорные гонки» — незаконные гонки по дороге с обгоном машин и переезда на красный сигнал светофора. Такой стритрейсинг бывает спонтанным, когда двое и более гонщиков встречаются на дороге случайным образом и пытаются доказать кто из них «круче», обгоняя друг друга, мигая дальним светом, пугая окружающих, играя в «шашки» как правило с значительным превышением скорости. Обычно заканчиваются тем что один сильно обходит «соперника» (пока тот останавливается на светофоре, упирается в медленный поток и т. д.). Также разновидность — светофорные гонки, когда гоняют по какому либо длинному проспекту на котором стоят с периодичностью трёх и более светофоров, обозначенных в качестве «точек» километров. Гоняют от светофора до светофора, стартуя как правило на зеленый (не раньше) далее быстрый разгон, «шашки», и торможение перед следующим светофором. Правила обычно ограничиваются — нужно либо занять километр на следующем светофоре, либо проскочить на зелёный сигнал светофора, чтобы соперник попал на красный.

## По странам

### Австралия и Новая Зеландия
Уличные гонки в Австралии происходят по всей стране, особенно в некоторых пригородах крупных городов, а также в полу-сельских районах Нового Южного Уэльса и Виктории. Люди, которые принимают участие, в частности сами водители, в Новой Зеландии называются «хунами» или «бойцерами». В большинстве штатов Австралии и Новой Зеландии законы налагают строгие санкции за уличные гонки, такие как конфискация или изъятие транспортного средства, а также лишение водительских прав.

### Бразилия
В Бразилии уличные гонки обычно называют «пегасами» или «рахами». С 1997 года Национальный дорожный кодекс Бразилии запрещает уличные гонки, трюки, движение на большой скорости и связанные с ними соревнования на общественных улицах. У гонщиков могут быть конфискованы их водительские права и автомобили, кроме того, они должны заплатить штраф и могут попасть в тюрьму на срок от шести месяцев до двух лет. Места уличных гонок часто обнаруживаются полицией после получения информации от «Crime Stoppers» (общественная программа, которая позволяет людям предоставлять анонимную информацию о преступной деятельности). Для проверки информации на место сначала посылают сотрудников в штатском и если информация подтверждается, то дороги к этому месту блокируются и производится арест всех участников соревнований.

### Канада
Водитель, осужденный за гибель в уличных гонках в Канаде, может быть приговорен к пожизненному заключению на максимальный срок с полным условным условно-досрочным освобождением после отбытия 7 лет тюрьмы. Водитель, осужденный за нанесение увечий другому человеку в ходе уличной гонки, может быть приговорен к тюремному заключению на срок не более 14 лет.

### Португалия
В Португалии уличные гонки запрещены, но все еще широко популярны, в основном среди подростков и молодых людей в возрасте от 18 до 30 лет. Уличные гонки в основном устраиваются в промышленных зонах, на автострадах, на широких улицах в крупных городах и на скоростных автомагистралях, соединяющих города. Основным местом для уличных гонок в Португалии является мост Васко да Гама, одним из самых длинных мостов в Европе протяженностью 17,2 км (10,7 миль), обеспечивающий длинную и большую трассу для драг-рейсинга.
Ассоциация любящих скорость волонтеров, называемая «Superdrivers», борется за санкционированные гонки, которые должны проводиться каждые выходные дни, и выступает против уличных гонок. Они жалуются, что законные гонки доступны только один или два раза в год и в ограниченных условиях.

### Россия
До недавних пор в России заезды вида «Дрэг-рэйсинг» были полулегальными и чрезвычайно резонансными. Мероприятия проводились ночью на пустынных дорогах, нередки были конфликты с ГИБДД. Это приближает ранний период истории дрэг-рейсинга в России к уличным гонкам. С 2002—2006 гг. стали происходить легальные заезды.
В России наиболее известно дело Мары Багдасарян, дошедшее до властей. 28 июня 2017 года стритрейсерша отправила обращение к президенту Владимиру Путину с просьбой разобраться в расследовании её дела. Адвокат Давид Кемулария подтвердил информацию, что он с Марой действительно отправлял обращение в администрацию президента. Однако 9 ноября 2017 года пресс-секретарь президента России Дмитрий Песков назвал бесполезными обращения адвокатов Мары Багдасарян к главе государства. Он отметил, что ни у президента, ни у администрации президента нет полномочий «кого-то лишать прав, кому-то возвращать права». «Поэтому сюда бесполезно обращаться по этому вопросу», — сказал пресс-секретарь, отвечая на вопрос журналистов. «Что касается в целом этой одиозной участницы дорожного движения в прошлом, это случай особенный, и, скорее, это вопрос наших правоохранительных органов», — добавил Песков.

### США
Уличные гонки больше всего распространены в Южной Калифорнии. Южная Калифорния считается родиной североамериканских драг-рейсингов. Сан-Диего в Южной Калифорнии был первым городом США, который разрешил арест зрителей, посещающих уличные гонки. Наказанием для участников гонки является изъятие или уничтожение автомобиля и/или лишение водительских прав нарушителя.

### Турция
В Турции уличные гонки запрещены. С 1960-х годов уличные гонки стали субкультурой на улице Багдад в Стамбуле. К концу 1990-х годов ночные уличные гонки стали причиной многих несчастных случаев со смертельным исходом, которые стали уменьшаться только после интенсивного полицейского патрулирования.